# Alan Sugar

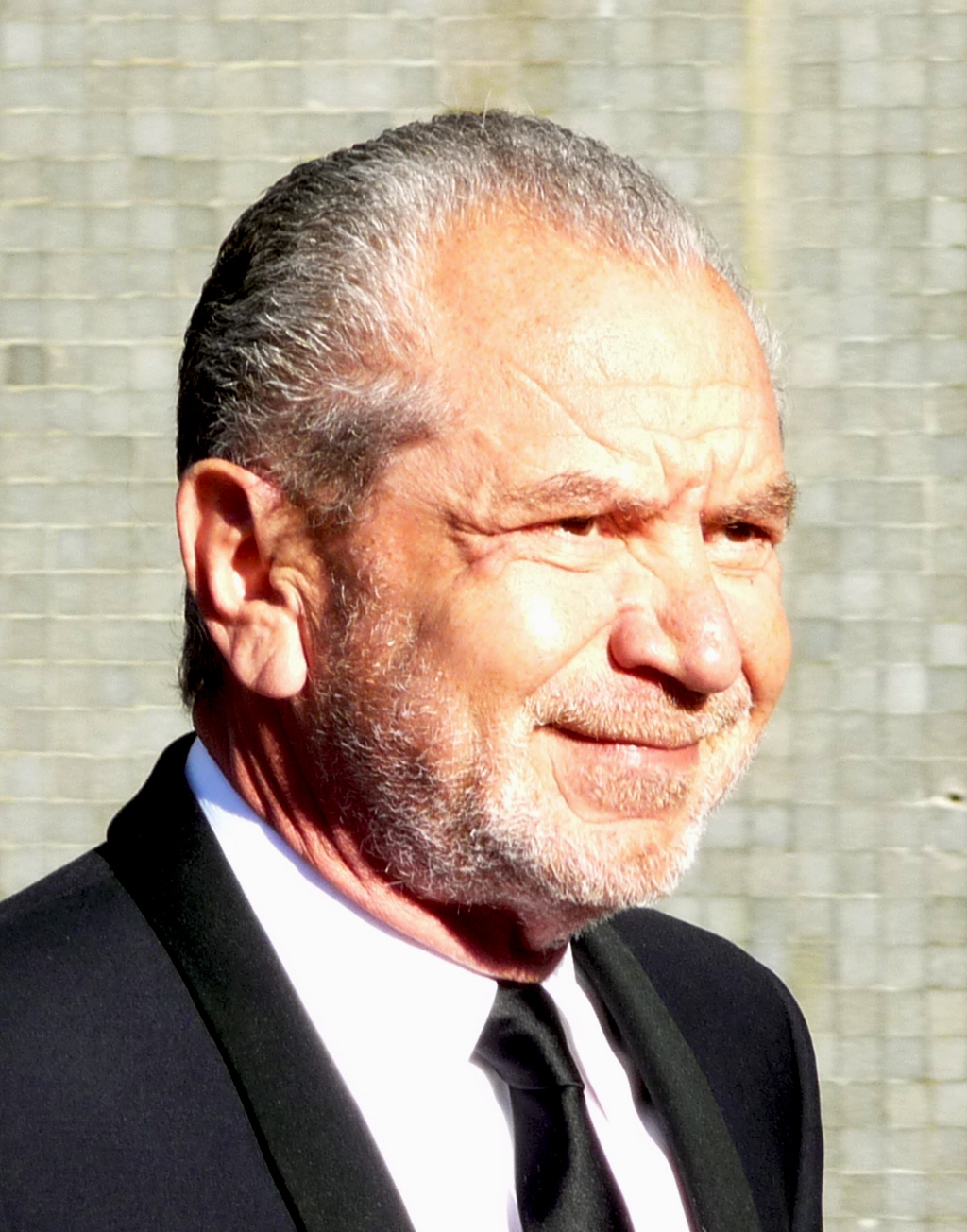

Alan Michael Sugar, baron Sugar, född 24 mars 1947, är en brittisk affärsman, mediapersonlighet och politisk rådgivare. Alan Sugar växte upp under enkla förhållanden i Londons East End, men har idag[när?] en förmögenhet på omkring 770 miljoner brittiska pund (nästan 9 miljarder svenska kronor). Han rankades 2011 som Storbritanniens 89:e rikaste person.
Vid 16 års ålder slutade han skolan och började sälja elektronikprylar från bakdörren på en begagnad skåpbil som han köpt för sina små besparingar.
1968 grundade han elektronik- och datorföretaget Amstrad (namnet är skapat från hans initialer, "Alan Michael Sugar Trading"). Under 1980-talet fördubblade Amstrad sin vinst varje år, och Amstrads hemdatorer konkurrerade mot toppmodellerna Commodore 64 och Sinclair ZX Spectrum.
Sedan 2005 deltar han årligen i BBC:s TV-serie The Apprentice.